# بلاسیتسا (روستا)
بلاسیتسا (به بلغاری: Belasitsa) یک منطقهٔ مسکونی در بلغارستان است که در شهرستان پتریچ واقع شده‌است.